# كارين الكسندر
كارين الكسندر (بالإنجليزية: Karen Alexander)‏ هي كاتبة علم أسترالية، ولدت في 1948.